# Bhavana
Bhavana (pali: bhāvanā) oznacza "rozwój" (dosłownie "przywoływanie do istnienia, produkowanie"). W naukach Buddy termin ten jest często używany w połączeniu z innymi wyrazami w takich frazach, jak:
- citta-bhavana – rozwój umysłu; kultywacja serca (citta oznacza zarówno serce, jak i umysł)
- metta-bhavana – rozwój/kultywacja miłującej dobroci
- samatha-bhavana – kultywacja spokoju
- vipassana-bhavana – rozwój wglądu

Słowo bhavana jest czasem nieprecyzyjnie tłumaczone jako "medytacja", tak że np. metta-bhavana mogłoby być tłumaczone jako "medytacja miłującej dobroci", a vippasana-bhavana jako "medytację vippasany". Medytacja jako stan pełnej koncentracji na rzeczywistości chwili obecnej jest prawidłowo nazywana dhyana lub samadhi.